# بركة (مقاطعة دورة)
بركة (بالفارسية: برکه) هي قرية تقع في قسم دورة الريفي (مقاطعة دورة) في إيران. يقدر عدد سكانها بـ 578 نسمة .